# Augusto Guglielmetti
Augusto Guglielmetti (Roma, 1864 – Roma, 18 maggio 1936) è stato uno scacchista italiano.

## Attività scacchistica
Assiduo frequentatore fin da giovanissimo dell'Accademia Scacchistica Romana, nel 1896-97 vinse, alla pari con Federico Ceccarini e Giovanni Tonetti, il torneo sociale dell'Accademia. Al torneo nazionale di Roma del 1900 fu secondo, alla pari con Beniamino Vergani, dietro ad Arturo Reggio.
Nel 1897 vinse un match su dieci partite a Roma contro il tedesco Carl Schultz (+5 =2 –3).
Fu direttore per due anni della sezione italiana della rivista italo-spagnola Ruy Lopez e nel 1898 fu fondatore dell'Unione Scacchistica Italiana. Nel 1900 fondò a Roma la Rivista Scacchistica Italiana.
I compositori tedeschi Johann Kohtz e Carl Kockelkorn chiamarono "tema Romano" in suo onore una combinazione dei problemi di scacchi.